# پیر گینت
پیر گینت (Peer Gynt) نمایش‌نامه‌ای است منظوم نوشتهٔ نمایش‌نامه‌نویس نروژی هنریک ایبسن که در سال ۱۸۶۷ نوشته‌شده‌است.
این نمایش‌نامه اقتباسی آزاد است از یک قصه پریان محلی در نروژ به نام پر گینت (Per Gynt).
ایبسن از سوی دولت نروژ مأموریت یافت تا در منطقه کوهستانی روندانه سفر کرده و داستان‌های بومی منطقه را گردآوری کند. ایبسن در این سفر در روستای وینسترا، داستان پر گینت را از زبان کوه‌نشینان شنید و آن را یادداشت کرد. گور پیر گینت نیز در همین روستا وجود دارد.
هنریک ایبسن بعدها در رم، با بهره جستن از یادداشت‌های خود، نمایش‌نامه پیر گینت را به نگارش درآورد و دفترچه یادداشت‌های داستان اولیه او در موزه‌ای در نروژ در معرض نمایش قرار دارد.